# Misakiponny
Misakiponnyn (ja:御崎馬/岬馬, Misaki uma) är en hästras som härstammar från Japan. De lever vilt i Toimisaki i Kyushu. Rasen anses komma från de hästar som fördes till Japan från Kina och Mongoliet med koreanska fiskare för ca 2000 år sen och dessa ponnyer är nu uppdelade i ca 8 olika raser bland annat Misakiponnyn. Misakiponnyn är idag utrotningshotad och finns enbart i ca 100 exemplar. 

## Historia
För över 2000 år sedan fördes ett stort antal hästar till Japan från bland annat Kina, Korea och Mongoliet. Många av dessa hästar var mongoliska vildhästar, så kallade Przewalskihästar. Även en del ökenhästar till exempel arabiska fullblod kan ha förts till Japan och förädlat hästarna något. 
Dessa hästar som fördes till Japan korsades på olika vis och avlades på olika ställen i Japan och idag räknar man dem som 8 olika hästraser som fått namn beroende på var de är uppfödda i landet. Misakiponnyn föddes upp i Toimisaki (Kap Toi) där Misaki betyder udde, eller havsvik. 
1697 var första gången hästarna dokumenterades av familjen Akizuki som fångade in några av vildhästarna för att avla hästarna. Hästarna fick vandra halvvilt och samlades ihop en gång om året för träning, vård och eventuellt för att kastrera de hingstar som var olämpliga som avelsmaterial. 
Efter att farmen stängdes igen växte Misakiponnyn upp nästan helt i vilt tillstånd utan hjälp av människor, utom under 1930-talet då man bestämde sig för att höja kvalitén på hästarna genom att döda många av hingstarna. Enbart de bästa hingstarna fick vara kvar. Stammarna blev dock gravt reducerade och efter Andra världskrigets slut var stammen farligt hotad. Genom att göra hästarnas område till en nationalpark och fridlysa hästarna har nu stammen ökat till ca 100 stycken exemplar och är idag hotade men på uppgång.

## Egenskaper
Misakiponnyn är en liten primitiv ponny som har blivit härdade av de kalla och tuffa vindarna vid kusten. Det mongoliska blodet från Przewalskihästarna syns tydligt i ponnyerna med de raka nosprofilerna och stora, tunga huvuden.  Vita tecken förekommer hos japanska hästar men är ovanligt. 
Systemet med att ta in hästarna en gång om året som nyttjades av familjen Akizuki används än idag. Ponnyerna samlas in för att få veterinärvård, avmaskas och man sprayar dem med insektsmedel för att hästarna ska stå emot insektsbett lättare. 